# San Juan de Mollet
San Juan de Mollet (en catalán y oficialmente Sant Joan de Mollet) es un municipio y localidad española de la provincia de Gerona, en la comunidad autónoma de Cataluña. El término municipal, ubicado en la de la comarca del Gironés, tiene una población de 526 habitantes (INE 2024). 

## Historia
La primera información escrita del pueblo se encuentra en la Alta Edad Media, el año 844. En aquel tiempo, San Juan de Mollet estaba bajo la jurisdicción del obispado de Gerona. El primer dato de población es del siglo XIV con 29 fuegos, unos 150 habitantes. Dos centurias más tarde, el siglo XVI, la población no creció sino que disminuyó sensiblemente por las enfermedades y malas cosechas. En el siglo XVI fue jurisdicción real.
El siglo XVIII se abre la acequia Vinyals, gracias a un privilegio real concedido a la familia Vinyals de Flassá en 1788, que les otorgaba el derecho de uso de agua del Ter para el riego de las tierras de Bordils, Celrá, Juyá, Flassá y San Juan de Mollet, si bien hasta 1932 no se concedería el derecho de derivación de la acequia hasta el plan de Mollet y Flassá. Hacia el 1920 San Juan había aumentado su urbanismo, disponía de 96 edificios y 88 de sus habitantes sabían leer y escribir, ya que iban a la escuela del pueblo vecino de Flassá.
Hasta la reforma de la nomenclatura municipal de 1916 el municipio se llamaba simplemente Mollet. En dicha fecha su nombre fue modificado por el de San Juan de Mollet.
El episodio de la guerra civil significa para San Juan de Mollet el cambio de nombre, pasando a denominarse Mollet de Ter.[cita requerida] El franquismo llevaría, entre otras cosas, la conocida represión política y las cartillas de racionamiento, iniciándose un período de carestía que se alargaría hasta finales de la década de 1950. Hay que decir que San Juan de Mollet fue uno de los pocos pueblos gerundenses que no tuviera ningún vecino afiliado a la Falange Española en la primera década del franquismo.[cita requerida] A partir de ese momento es cuando se inicia una tímida expansión económica basada en la agricultura.
El siglo XX ha sido testigo de mejoras que han hecho la vida doméstica más cómodo y fácil, la calidad de vida de la gente de Mollet ha mejorado radicalmente gracias a servicios como el teléfono, la luz o el agua corriente.
Durante los últimos años setenta y estos primeros ochenta del siglo XX que se empezaron a asfaltar las calles y se iniciarán otras obras de mejora de los servicios como el cementerio municipal. En 1981 el nombre oficial cambió a Sant Joan de Mollet.
A la entrada del siglo XXI, el recurso económico principal de la gente de Mollet sigue siendo la tierra.

## Demografía
San Juan de Mollet cuenta con una población de 526 habitantes (INE 2024).
| Gráfica de evolución demográfica de San Juan de Mollet entre 1842 y 2021 |
| |
| Población de derecho según los censos de población del INE Población de hecho según los censos de población del INEEn estos censos se denominaba San Juan de Mollet: 1842, 1857, 1860, 1920, 1930, 1940, 1950, 1960, 1970 y 1981 En estos censos se denominaba Mollet: 1877, 1887, 1897, 1900 y 1910 |

## Economía
Agricultura de secano y de regadío, ganadería, avicultura y pequeñas industrias.

## Lugares de interés
- Iglesia parroquial de San Juan de Mollet.
- Puig d'en Helechos de 79 m s. n. m.
- La Canova es una masía situada en este municipio.